# Tim Gerresheim
Timothäus „Tim” Gerresheim (Berlin, 1939. február 24. –) világbajnoki ezüstérmes, olimpiai bronzérmes német tőrvívó.